# Wilfried Seyferth
Wilfried Seyferth (nascido Wilfried Hermann August Seyferth; Darmstadt, 21 de abril de 1908 –  Wiesbaden, 9 de outubro de 1954) foi um ator de teatro de cinema alemão.

## Biografia
Wilfried Seyferth nasceu no distrito de Steinberg, em Darmstadt, filho do médico Eugen Seyferth (1877-1952) e de sua esposa Carola (1886-1971). Frequentou o Ludwig-Georgs-Gymnasium em sua cidade natal. Estudou medicina por três semestres e depois recebeu formação de ator na escola do Deutsches Theater em Berlim. Estreou no teatro em 1929 e depois foi para o Schauspielhaus de Frankfurt.
Retornou a Berlim em 1936 e se apresentou novamente no Deutsches Theater, sob a direção de Heinz Hilpert. Também participou, como convidado, no Theater in der Josefstadt, em Viena. A partir de 1933, também trabalhou no cinema.
Em 1946, foi para o Schauspielhaus Zürich, onde permaneceu por três anos, e, em seguida, foi contratado pelo Münchner Kammerspiele.  Suas participações como ator convidado o levaram ao Festival de Salzburgo, ao Heidelberger Schlossfestspiele e ao Ruhrfestspiele (Festival do Ruhr). Seyferth atuou principalmente em clássicos de Shakespeare, Lessing, Chekhov, Gogol e Shaw.
Na década de 1950, assumiu o papel de vilão em vários filmes. Interpretou nazistas nas duas produções norte-americanas Decision Before Dawn e The Devil Makes Three, e o papel do Major Luschke no filme 08/15.
Seyferth foi casado com as atrizes Tatjana Iwanow, Irene Naef, Lu Säuberlich e Eva-Ingeborg Scholz. Seu filho do casamento com Tatjana Iwanow, Andreas Seyferth (n. 1945), também se tornou ator.
Wilfried Seyferth morreu em consequência de um acidente de carro. Foi sepultado no antigo cemitério de Darmstadt.

## Filmografia[1]
- 1954/1955 - Die Stadt ist voller Geheimnisse
- 1954 - Der Mann meines Lebens
- 1953/1954 - Männer im gefährlichen Alter
- 1954 - Ein Haus voll Liebe
- 1954 - Rosen aus dem Süden

Die goldene Pest
08/15
- 1953 - Das tanzende Herz

Hollandmädel
- 1952/1953 - Maske in Blau
- 1953 - Liebeskrieg nach Noten
- 1952 - Heimweh nach Dir
- 1952 - Toxi
- 1952 - Der fröhliche Weinberg
- 1951 - Das seltsame Leben des Herrn Bruggs
- 1949/1950 - Dieser Mann gehört mir
- 1950 - Alles für die Firma
- 1950 - Wenn eine Frau liebt
- 1944/1945 - Leuchtende Schatten
- 1944/1945 - Ein toller Tag
- 1943-1945 - Spuk im Schloß
- 1944/1945 - Der Fall Molander
- 1942/1943 - Immensee

Die Wirtin zum weißen Röss'l
- 1942/1943 - Das Bad auf der Tenne
- 1942 Meine Freundin Josefine
- 1941/1942 - Schicksal
- 1942 - Meine Frau Teresa
- 1941/1942 - Rembrandt
- 1940/1941 - Die schwedische Nachtigall
- 1939/1940 - Stern von Rio
- 1940 Der Kleinstadtpoet
- 1938/1939 - Salonwagen E 417

Der Mann mit dem Psst
Im Namen des Volkes
- 1938 - Skandal um den Hahn

Der Tag nach der Scheidung
Am seidenen Faden
- 1937 - Einmal werd' ich Dir gefallen
- 1936 - Unter heißem Himmel
- 1934 - Besuch im Karzer
- 1932/1933 - Schleppzug M 17